# Flottans konstruktionskår
Flottans konstruktionskår var under åren 1793–1868 en militärt organiserad kår, med ansvar för att ta fram ritningar, samt förslag avseende ny sjökrigsmateriel. Dessutom hade man ansvar för att övervaka rikets olika kronovarv.

## Historik[1]
På förslag av viceamiralen Fredrik Henrik af Chapman bildades Flottans Konstruktionskår genom kungligt brev den 27 november 1793. Via ett nytt kungligt brev av den 4 maj 1798 slogs konstruktionsstaten samman vid Sveriges två flottor; linjeflottan och Arméns flotta, och man bilade då Flottornas Konstruktionskår Samtidigt fattades beslut att kåren skulle stå under befäl av Generaladjutanten för flottorna. Kåren bestod av 1 överstelöjtnant, 1 major, 4 kaptener, 4 löjtnanter och 4 konstruktörer. Konstruktörerna benämndes från 1816 underlöjtnanter.
Då rikets två flottor slogs samman 1824 bestämdes i ett nytt kungligt brev av den 2 november 1824 att kåren skulle bestå av 1 överste tillika sekundchef, 1 kapten, 4 premiärlöjtnanter, 8 sekundlöjtnanter, 3 underkonstruktörer och 3 elever. Genom ett kungligt brev av den 22 februari 1841 blev premiärlöjtnanterna kaptenlöjtnanter samt att de fyra äldsta sekundlöjtnanterna blev premiärlöjtnanter. Man ändrade då namn till Flottans Konstruktionskår.
Kåren lades ner efter beslut vid Riksdagen 1867 och via ett sista kungligt brev av den 17 december 1867 överfördes hälften av personalen till den nyskapade Mariningenjörsstaten, medan övriga sattes på så kallad indragningsstat.

## Uniform
Kåren utrustades 1794 med uniform m/1792, med en vapenrock i scharlakansrött med krage, passpoal samt manschett i svart. Till uniformen hörde även vit väst, svarta knäbyxor samt svarta stibletter och skor. Kårens knappar var förgyllda och visade Sveriges tre kronor samt även formeln för metacenterradien. Metacenterradien är en beräkning som används för fartygs stabilitet.
Uniformen ändrades när den nya uniform m/1802 infördes, varvid man fick en uniform som liknade flottans i mörkblått, och man övergav även den egendomligt utformade knappen för flottans knapp som visar Tre kronor samt ett ankare.

## Chefer och sekundchefer
- 1794–1814: Lars Nordenbjelke[2][3]
- 1814–1817: Francis af Sheldon
- 1817–1820: Lars Uhrlin[2]
- 1820–1824: Salomon Sjöbohm[4]
- 1825–1845: Johan Aron af Borneman[5]
- 1845–1847: Jacob Henric d'Ailly[6]
- 1847–1849: Johan Fredrik Ehrenstam[2]
- 1849–1863: Carl Lundquist[2]
- 1863–1868: Axel Ljungstedt[2]

## Namn
| Flottornas Constructions-corps | 1793 | – | 1823 |
| Flottans Constructions-corps   | 1824 | – | 1868 |